# Hamburg Commercial Bank

Im Februar 2019 abgelöstes Logo

2012 abgelöstes Logo

Die Hamburg Commercial Bank AG (bis Februar 2019 HSH Nordbank – HSH stand für Hamburgisch-Schleswig-Holsteinische) ist die erste privatisierte Landesbank in Deutschland mit Hauptsitz in Hamburg und Niederlassungen in weiteren deutschen Städten. Auslandsniederlassungen befinden sich in Athen und Luxemburg. In Hamburg und Schleswig-Holstein ist sie eine führende Bank für Geschäftskunden. Als internationaler Spezialfinanzierer liegen die Schwerpunkte auf erneuerbaren Energien, Immobilien, Transport und Infrastruktur.
Die ehemalige Landesbank war 2003 aus der Fusion der Landesbanken von Hamburg und Schleswig-Holstein hervorgegangen und hatte in ihrer kurzen Geschichte mit vielen Krisen und Skandalen zu kämpfen. Nachdem sie zwei Mal von den Ländern mit Milliardenaufwand vor einem Konkurs gerettet wurde, musste sie auf Anweisung der EU-Kommission wegen Staatshilfen zu ihrer Rettung nach der Finanzkrise bis März 2018 verkauft oder abgewickelt werden. Die Bank wurde im November 2018 für rund eine Milliarde Euro an eine amerikanische Investorengruppe unter Führung des US-Hedgefonds Cerberus verkauft.
Die Hamburg-Commercial Bank AG ist nicht für alle Geschäftsbereiche der Landesbank Schleswig-Holstein Girozentrale die Rechtsnachfolgerin der Landesbank Schleswig-Holstein. Immer dann, wenn im Grundbuch auch der Vermerk „Landes-Bausparkasse“ eingetragen ist, ist Rechtsnachfolgerin der Landesbank Schleswig-Holstein Girozentrale, die LBS NordOst.

## Geschichte

### Entstehung
Die HSH Nordbank entstand am 2. Juni 2003 durch die Fusion zweier Landesbanken, der Hamburgischen Landesbank (HL) und der Landesbank Schleswig-Holstein. Nach der Gründung im Jahr 2003 gehörte die HSH Nordbank zu 35 Prozent Hamburg, zu 20 Prozent Schleswig-Holstein, zu 18 Prozent den Sparkassen in Schleswig-Holstein und zu 27 Prozent der WestLB. Die Bank hatte ihre Hauptsitze in Hamburg und in Kiel.

### Auswirkungen der Finanzkrise
2005 verlor die HSH Nordbank, wie alle Sparkassen und Landesbanken, das Privileg der Staatshaftung. Im Zuge der Finanzkrise musste die HSH Nordbank Wertberichtigungen durchführen, die Gesamtabschreibungen Stand September 2008 betrugen laut Pressemeldungen rund 1,1 Milliarden Euro. Sie hatte damit Belastungen (Gewinn- und Verlustrechnung plus Neubewertungsrücklage) in Höhe von 2,4 Milliarden Euro in ihren Büchern.
Am 24. Oktober 2008 bestätigte der schleswig-holsteinische Finanzminister Rainer Wiegard (Kabinett Carstensen I, 2005–2009, eine große Koalition aus CDU und SPD) dem Norddeutschen Rundfunk, dass die HSH Nordbank den deutschen Finanzmarktstabilisierungsfonds in Anspruch nehmen müsse. Am 3. November 2008 teilte die HSH Nordbank in einer Pressemeldung mit, dass sie bei der Finanzmarktstabilisierungsanstalt (SoFFin) eine Liquiditätshilfe in Form von Garantien für die Emission neuer Schuldtitel in Höhe von insgesamt 30 Milliarden Euro beantragt habe. Die SoFFin gewährte diese Liquiditätsgarantie. Am 10. November 2008 trat Hans Berger wegen der Finanzmarktkrise von seinem Amt als Vorstandsvorsitzender der HSH Nordbank zurück. Neuer Vorstandsvorsitzender wurde Dirk Jens Nonnenmacher; er war seit dem 1. Oktober 2007 Chief Financial Officer (CFO).
Am 31. Dezember 2008 hatte die HSH eine Bilanzsumme von 208 Milliarden Euro sowie risikogewichtete Vermögenswerte im Wert von 112 Milliarden Euro und beschäftigte rund 4.300 Mitarbeiter. Trotz der Auswirkungen der Finanzkrise und Inanspruchnahme von Geldern aus dem SoFFin wollte die HSH Nordbank für 2008 zunächst eine Dividende von 70 Millionen Euro auszahlen. Die Bank argumentierte, dass ansonsten institutionelle Anleger ihre Anteile an der HSH Nordbank abziehen würden. Dieses Vorhaben wurde auf Druck der EU im März aufgegeben; keine Dividende wurde ausgezahlt.
Am 24. Februar 2009 haben die Landesregierungen von Schleswig-Holstein und Hamburg in einer gemeinsamen Kabinettssitzung ein Rettungspaket für die HSH Nordbank beschlossen, das eine Kapitalzufuhr in Höhe von drei Milliarden Euro (je 1,5 Milliarden pro Bundesland) und eine Zweitverlust-Risikoabschirmung in Höhe von zehn Milliarden Euro auf einen großen Teil der Bilanz beinhaltet. Am 30. April 2009 meldete Deutschland bei der EU-Kommission die Maßnahmen zur Genehmigung an, die diese am 29. Mai 2009 bestätigte. Am 6. Mai 2009 stufte die US-amerikanische Ratingagentur Standard & Poor’s das Rating der HSH um zwei Stufen von (A) auf (BBB+) mit negativem Ausblick herab. Im Juli 2009 wurde bekannt, dass der Vorstandsvorsitzende der HSH Nordbank, Dirk Jens Nonnenmacher, trotz der finanziellen Lage seines Instituts Bonuszahlungen von 2,9 Millionen Euro erhalten solle.
Am 1. September 2009 meldete Deutschland bei der EU-Kommission einen von der Bank ausgearbeiteten Umstrukturierungsplan an. Dieser sollte die langfristige Rentabilität wiederherstellen. Dieser Plan sah die Auslagerung von rund 40 bis 60 % aller Vermögenswerte der HSH auf eine interne Bad Bank vor.
Am 13. Oktober 2009 berichtete NDR Info, dass Nonnenmacher über jenes 500-Millionen-Verlustgeschäft informiert war, durch das die HSH an den Rand der Insolvenz geriet. Am 15. Dezember 2010 wurde bekannt, Nonnenmacher werde die HSH Nordbank zum 31. März 2011 verlassen. Nachfolger wurde Paul Lerbinger (bis 31. Oktober 2012).

### Staatsanwaltschaft und parlamentarischer Untersuchungsausschuss
Sowohl im Schleswig-Holsteinischen Landtag als auch in der Hamburgischen Bürgerschaft wurde im Juni 2009 die Einsetzung jeweils eines parlamentarischen Untersuchungsausschusses beschlossen. Dort sollen die Umstände der HSH-Nordbank-Krise geklärt werden. Im August 2009 erklärte die Staatsanwaltschaft Hamburg, dass die Abteilung Wirtschaftskriminalität des Landeskriminalamts (LKA) eine zehnköpfige Sondergruppe mit acht LKA-Beamten und zwei Staatsanwälten eingerichtet habe. Ermittelt werde „in Richtung Untreue und Bilanzfälschung“. Anfang Februar 2010 sagte Nonnenmacher erstmals als Zeuge vor dem Untersuchungsausschuss der Bürgerschaft aus. Er verteidigte umstrittene Geldgeschäfte – bei diesen Geldgeschäften beispielsweise „lagerte die Nordbank riskante Immobilienkredite an eine eigens geschaffene Tochterfirma auf der Kanalinsel Jersey aus. Die Kredite wurden von der französischen BNP Paribas versichert und dann zusammen mit Krediten und verbrieften Kreditportfolios der BNP zu dem Konstrukt Omega 55 verbunden. Die Nordbank konnte damit Risiken für einige Monate auslagern (damit die Risiken nicht in der Bilanz 2007 auftauchen und möglichen Einfluss auf die Hamburgische Bürgerschaftswahl am 24. Februar 2008 nehmen), handelte sich aber im Gegenzug andere ein und musste mehrere hundert Millionen Euro abschreiben …“ – Diese Transaktionen hatten einen Gesamtwert von 17 Milliarden Euro, so die taz. Nonnenmacher räumte Fehler der HSH Nordbank ein. Sein Institut habe „nicht immer sorgfältig gearbeitet“ und „Hamburg und Schleswig-Holstein in eine schwierige Lage gebracht“. Eine persönliche Verantwortung für die Krise lehnte er jedoch indirekt ab. Das Geldhaus sollte seiner Einschätzung zufolge voraussichtlich erst 2011 wieder profitabel werden.
Der „Bericht und Beschlussempfehlung des Ersten Parlamentarischen Untersuchungsausschusses HSH Nordbank“ liegt seit dem 15. August 2011 vor.
Zusammenfassung:
„27 vernommene Zeugen, 50.000 Aktenseiten und 800.000 Euro Kosten: Der Kieler Untersuchungsausschuss zur HSH Nordbank hat […] nach knapp zwei Jahren seinen Abschlussbericht vorgelegt. Darin fordern die Parlamentarier keine personellen Konsequenzen aus der Krise der Landesbank, sondern sprechen sich für einen größeren Einfluss der staatlichen HSH-Anteilseigner im Aufsichtsrat, eine stärkere Risikobeteiligung der Manager sowie einen Verkauf der Landesanteile an der Bank aus. Für die Milliardenverluste der Bank, die von Hamburg und Schleswig-Holstein mit drei Milliarden Euro vor dem Konkurs gerettet wurde, gebe es nicht einen einzelnen Schuldigen, sagte SPD-Obmann Jürgen Weber. Keiner sei ‚frei von Verantwortung‘, so Weber bei der Vorstellung des 439-seitigen Berichts. Die Parlamentarier sehen eine Mitschuld bei den Bankmanagern, dem Aufsichtsrat, Ratingagenturen, der Bankenaufsicht sowie bei der Landespolitik.“

### Prozess wegen „Omega 55“
Seit dem 24. Juli 2013 mussten sich sechs Vorstände der HSH Nordbank, die 2007 im Amt waren, vor der Großen Wirtschaftsstrafkammer 8 des Landgerichts Hamburg für Veruntreuung von Bankvermögen in einem besonders schweren Fall verantworten. Im Zentrum des Verfahrens stand „Omega 55“.
Angeklagt wurden:
- Hans Berger, der im Dezember 2007, als das Omega-55-Geschäft beschlossen wurde, Vorstandsvorsitzender der HSH Nordbank war. Berger trat im November 2008 zurück.
- Dirk Jens Nonnenmacher, der dem Vorstand der Bank seit Oktober 2007 angehörte. Nonnenmacher sollte als Vorstand für Finanzen und Steuern den geplanten Börsengang der HSH Nordbank vorbereiten. Im November 2008 wurde er als Nachfolger von Berger Vorstandsvorsitzender.
- Peter Rieck, der als (damaliger) stellvertretender Vorsitzender des Vorstands u. a. für die Bereiche Schifffahrt, Transport, Immobilienkunden und die Niederlassungen in Amerika und Asien zuständig war.
- Jochen Friedrich, der im Dezember 2007 dem HSH-Vorstand seit einem halben Jahr angehörte und zuständig war für das Investmentmanagement und den Kapitalmarkt sowie die Niederlassung London.
- Hartmut Strauß, der (damals) für das Risikomanagement der Bank zuständig war.
- Bernhard Visker, Vorstand seit Januar 2007; Visker war verantwortlich für Firmen- und Immobilienkunden, Private Banking und Sparkassen.

Damit stand erstmals der komplette Vorstand einer Bank vor Gericht.
Den Angeklagten wurde vorgeworfen, „als Mitglieder des Vorstands der HSH Nordbank AG im Dezember 2007 die komplexe Finanztransaktion ‚Omega 55‘ genehmigt zu haben, obwohl anhand der ihnen vorgelegten Kreditvorlage eine umfassende Abwägung von Chancen und Risiken des Geschäfts nicht möglich gewesen“ sei. U. a. sei eine allgemein von der Bank bezweckte Verbesserung bankaufsichtsrechtlicher Eigenkapitalkennziffern aufgrund der Struktur dieser Transaktion nicht zu erreichen gewesen. Ebenfalls habe die Kreditvorlage keine aussagekräftigen Angaben über die Ertrags- und Kostensituation des Geschäfts enthalten. Die Staatsanwaltschaft bezifferte den entstandenen Schaden auf 158 Millionen Euro.
Die Kammer warf zwei der Angeklagten (Nonnenmacher und Friedrich) zusätzlich bewusst falsche Darstellung von Bilanzen vor. Im Quartalszwischenbericht für den HSH-Konzern vom 31. März 2008 und in einer Pressemitteilung vom 20. Juni 2008 war ein Überschuss in Höhe von 81 Millionen Euro ausgewiesen worden, wohingegen in Wirklichkeit ein Fehlbetrag in Höhe von 31 Millionen Euro vorlag. Die Bilanz wurde später korrigiert und wies dann auch einen Verlust von 77 Millionen Euro aus. Der Vorwurf lautet, die beiden Angeklagten hätten die Bilanz vorsätzlich falsch erstellt.
Am 9. Juli 2014 endete der Prozess mit einem Freispruch für die Angeklagten. Die Staatsanwaltschaft legte gegen das Urteil Revision beim Bundesgerichtshof ein.
Der Bundesgerichtshof hob das Urteil am 12. Oktober 2016 auf und verwies das Verfahren zur erneuten Verhandlung an das Landgericht Hamburg zurück.
Das Verfahren wurde schließlich 2019 gegen Zahlung von insgesamt 6,35 Millionen Euro eingestellt.

### Beihilfe zur Steuerhinterziehung
Die HSH Nordbank hat sich Mitte des Jahres 2015 mit der Staatsanwaltschaft Köln auf eine Zahlung von mehr als 22 Millionen Euro Bußgeld geeinigt, damit ein Verfahren wegen Beihilfe zur Steuerhinterziehung gegen die Bank eingestellt wird. Die HSH Nordbank hatte spätestens ab dem Jahr 2005 reichen Kunden geholfen, Vermögen über eine Tochterfirma in Luxemburg in Briefkastenfirmen in Panama zu verschieben. Die Luxemburger Tochter wurde 2011 verkauft.
Bereits 2013 hatte die HSH Nordbank eingeräumt, dass sie zwischen 2008 und 2011 ihren Kunden mit sogenannten Cum-Ex-Deals dabei geholfen hat, insgesamt bis zu 112 Millionen Euro Kapitalertragssteuern möglicherweise unbegründet zurückerstattet zu bekommen. Für die Vorgänge hatte die Bank einschließlich Zinsen im Jahresabschluss 2013 eine Steuerrückstellung in Höhe von 127 Millionen Euro gebildet. Die Zeit kommentierte dazu, dass die Geschäfte zum Nachteil des Staates in genau dem Zeitraum begannen, als der Staat die Bank aus der Krise rettete. 2014 zahlte die Bank dann 126 Millionen Euro an die Staatskasse. Zu strafrechtlichen Ermittlungen kam es zunächst nicht.
Im Juli 2021 ließ die Staatsanwaltschaft Köln erneut die Geschäftsräume der ehemaligen HSH Nordbank durchsuchen. Anlass war wiederum die Cum-ex-Affäre, in deren Rahmen gegen zwei ehemalige Mitarbeiter der Bank strafrechtliche Ermittlungen geführt wurden.

### Falschbilanzierungen
Die Deutsche Prüfstelle für Rechnungslegung (DPR) hat festgestellt, dass die von der Prüfungsgesellschaft KPMG testierten Konzernabschlüsse der HSH Nordbank AG zu den Abschlussstichtagen 31. Dezember 2008 und 31. Dezember 2009 fehlerhaft waren.
- Konsolidierungskreise: In den Konzernabschluss zum 31. Dezember 2008 wurden 270 und in den Konzernabschluss zum 31. Dezember 2009 wurden 323 Tochter-, Gemeinschafts- und assoziierte Unternehmen nicht einbezogen. Bei der Beurteilung, ob die nicht einbezogenen Unternehmen wesentlich waren, wurden quantitative Aspekte (z. B. Auswirkungen auf einzelne Abschlussposten) und qualitative Aspekte (z. B. Investments in Finanzvehikel) nicht hinreichend berücksichtigt. Die Nichteinbeziehung von Tochterunternehmen, Gemeinschaftsunternehmen und assoziierten Unternehmen verstößt gegen den Grundsatz der vollständigen Einbeziehung gemäß internationalen Bilanzstandards.
- Geschäfts- oder Firmenwerte: Neben diesen Fehlern in den Konsolidierungskreisen wurden Geschäfts- oder Firmenwerte der Beteiligungen überbewertet. Das Ergebnis vor Steuern des Jahres 2008 bzw. das Eigenkapital zum 31. Dezember 2008 waren um 100 Millionen Euro zu hoch ausgewiesen; das Eigenkapital zum 31. Dezember 2009 war um 56 Millionen Euro zu hoch ausgewiesen.
- Die Cashflow-Prognosen des Managements waren im Konzernanhang zum 31. Dezember 2008 und 2009 nicht belegt. Es fehlten die zahlungsmittelgenerierenden Einheiten sowie die Beschreibung der wesentlichen Annahmen und des Zeitraums.
- Verstoß gegen Angabepflichten und Anforderungen der IAS: Im Konzernabschluss zum 31. Dezember 2008 wurde gegen einzelne Anforderungen der Bilanzierung und Angabepflichten der Internationalen Bilanzierungsstandards verstoßen. Hieraus resultiert zusammenfassend, dass der Konzernjahresfehlbetrag um 140 Millionen Euro zu niedrig ausgewiesen wurde. Dies betraf im Einzelnen:
  - das Nachrangkapital und zugehörige Derivate
  - Leasinggeschäfte
  - Forderungen an Kunden
  - die Neubewertungsrücklage
  - das Volumen des Kreditrisikoexposures
  - die Klassenbildung von Finanzinstrumenten
  - das Devisenergebnis
  - Zinswährungsswaps
  - Finanzanlagen
  - immaterielle Vermögenswerte
  - die Restlaufzeiten von anderen Rückstellungen
  - die Bruttobuchwerte wertgeminderter finanzieller Vermögenswerte
  - erhaltene und übertragene Sicherheiten
- Überbewertung von Finanzinstrumenten: Im Konzernabschluss per 31. Dezember 2009 wurden sieben den Kategorien „Kredite und Forderungen“ und „zur Veräußerung verfügbar“ zugeordnete Wertpapiere um 64 Millionen Euro überbewertet und das Konzernergebnis entsprechend zu hoch ausgewiesen.
- Fehlende Angaben im Konzernanhang: Im Konzernabschluss zum 31. Dezember 2009 wurden gegen Ausweisvorschriften und Angabepflichten gemäß internationalen Bilanzierungsstandards verstoßen. Die fehlerhafte Bilanzierung des Konzernabschlusses setzte sich auch im Folgejahr fort. In dem am 12. April 2011 veröffentlichten Konzernjahresabschluss der HSH Nordbank zum Geschäftsjahr 1. Januar bis 31. Dezember 2010 wurde beispielsweise für die „gardeur Beteiligungs GmbH“ ein Verlust in Höhe von 5,3 Millionen Euro ausgewiesen. Dies ist jedoch lt. Bundesanzeiger das Ergebnis der Gardeur Beteiligungs GmbH aus dem Wirtschaftsjahr 1. Oktober 2008 bis 30. September 2009. Das im relevanten Wirtschaftsjahr 1. Oktober 2009 bis 30. September 2010 erwirtschaftete Jahresergebnis der Gardeur-Gruppe floss nicht in den HSH-Konzernabschluss ein.[46] Dies betraf des Weiteren Angaben
  - zur Fälligkeitsstruktur des Nachrangkapitals
  - zur Kategorisierung von Zertifikaten einer strukturierten Transaktion
  - zu den Buchwerten von als Sicherheiten übertragenen Kundenforderungen
  - zur Höhe der umkategorisierten Wertpapiere[47]

### Staatshilfen, Rettung und Verkauf
Im Oktober 2015 wurde bekannt, dass die Bundesländer Hamburg und Schleswig-Holstein sich mit der EU-Kommission auf den Umbau der HSH Nordbank einigten. Das 2013 eingeleitete Beihilfeverfahren hatte die EU-Kommission im Mai 2016 offiziell beendet.
Am 9. Dezember 2015 bewilligte die Hamburgische Bürgerschaft zur Rettung der angeschlagenen HSH Nordbank Kredite über 16,2 Milliarden Euro.
Als Folge dieser Staatshilfe musste die Bank nach einer Vorgabe der EU bis März 2018 verkauft oder abgewickelt werden.
Am 28. Februar 2018 wurde bekannt, dass die Bank für rund eine Milliarde Euro an eine amerikanische Investorengruppe unter Führung des US-Hedgefonds Cerberus verkauft werden sollte. Die Käufer sind Cerberus, Flowers, Golden Tree, Centaurus Capital und die österreichische Bawag-Bank, die sich mehrheitlich im Besitz von Cerberus und Golden Tree befindet. Flowers hielt bereits vor der Übernahme gut fünf Prozent an der HSH. Letztlich kostet die 15-jährige Geschichte der HSH die Steuerzahler mindestens 13 Milliarden Euro. Die genaue Summe steht erst nach Jahren fest, wenn jene notleidenden Kreditverträge abgerechnet sind, die die Länder im Vorfeld des Verkaufs übernahmen.
Der Bundesverband deutscher Banken (BdB), die Interessenvertretung privater Kreditinstitute, sah im Mai 2018 noch Klärungsbedarf zur Frage, wann die privatisierte HSH Nordbank den vollen Einlagenschutz der Privatbanken genießt. Der BdB betonte, die HSH Nordbank erhalte erst nach fünf Jahren den vollen Einlegerschutz. Laut Satzung der Einlagensicherung gilt bei Neuaufnahmen in den ersten drei Jahren eine Haftungsbeschränkung je Anleger von 250.000 Euro.
Der Verkauf ist die erste Übernahme einer Landesbank durch Privatinvestoren. Die Bundesländer Hamburg und Schleswig-Holstein und die Sparkassen-Finanzgruppe wollen sich mit dem Verkauf großer Risiken entledigen. Die privaten Banken suchen Transparenz über die Risiken, die auf ihr Einlagensicherungssystem zukämen. Daran mangele es. Der rund 500 Seiten umfassende Vertrag enthalte viele geschwärzte Stellen. Laut Vertrag ist die Mitgliedschaft der HSH Nordbank im privaten Einlagensicherungsfonds keine Bedingung für den Abschluss des Verkaufs, doch sei dann das Genehmigungsverfahren der europäischen Bankenaufsicht offen.

### hsh-Portfolio-Management AöR
Zur Entlastung der HSH Nordbank wurde im Jahr 2016 die hsh-Portfolio-Management AöR gegründet. Sie soll als Anstalt des öffentlichen Rechts im Besitz der Länder Schleswig-Holstein und Hamburg die notleidenden Kredite, die die Bürger übernehmen mussten, „wertschonend“ abbauen – unter „größtmöglicher Wahrung der Vermögensinteressen der Länder“.

## Eigentümerstruktur
| Anteil  | Anteilseigner                 |
| ------- | ----------------------------- |
| 39,74 % | Cerberus Capital Management   |
| 32,87 % | J.C. Flowers & Co. LLC        |
| 11,79 % | GoldenTree Asset Management   |
| 7,06 %  | Centaurus Capital             |
| 2,35 %  | Bawag P.S.K.                  |
| 3,18 %  | Members of Board and Sr. Mgmt |

## Management
Dem Vorstand der Hamburg Commercial Bank gehören an:
- Luc Popelier (Vorstandsvorsitzender)
- Ulrik Lackschewitz (stv. Vorstandsvorsitzender)
- Christopher Brody (Mitglied des Vorstandes)
- Marc Ziegner (Mitglied des Vorstandes)

ehemalige Vorstände
- Ian Banwell (Vorstandsvorsitzender) bis 31. März 2024
- Stefan Ermisch (Vorstandsvorsitzender) bis 30. September 2022 (zuvor, seit 1. Dezember 2012, Finanzvorstand)
- Nicolas Blanchard (bis Ende 2021[58])

Wie das Hamburger Abendblatt im April 2020 meldete, wurde die Vergütung des Vorstands von 3,5 Millionen Euro für 2018 auf 18,9 Millionen Euro für 2019 mehr als verfünffacht. Die neuen Vorstandsmitglieder Brody und Banwell erhalten demnach inklusive Boni jeweils zwischen vier und fünf Millionen Euro im Jahr.

## Volksparkstadion
Vom 4. Juli 2007 bis zum 30. Juni 2010 war die HSH Nordbank Namensgeber des Hamburger Volksparkstadions, das in dieser Zeit folglich HSH Nordbank Arena hieß. Mit dem Erwerb der Namensrechte wechselte zum ersten Mal der Sponsoren-Name eines Bundesliga-Stadions, nachdem es zuvor schon mit dem ersten Namensverkauf an AOL im Jahr 2001 Vorreiter in Deutschland gewesen war. Die Bank gab aufgrund der Finanzkrise die Namensrechte, die ursprünglich bis 2013 vereinbart waren, im Jahr 2010 durch fristgerechte Kündigung vorzeitig ab. Das Fußball-Sponsoring war nach den Stützungsaktionen der öffentlichen Hand nicht mehr vermittelbar und wurde auch zur Einsparung eingestellt. Vom 1. Juli 2010 bis zum 30. Juni 2015 war Imtech neuer Namenssponsor des Imtech Arena benannten Stadions. Seit dem 1. Juli 2015 trägt das Stadion wieder seinen alten Namen Volksparkstadion.